# エスタジオ・ゴベルナドール・マガリャンイス・ピント
エスタジオ・ゴヴェルナドール・マガリャンイス・ピント（ポルトガル語: Estádio Governador Magalhães Pinto）、通称ミネイロンは、ブラジルのミナスジェライス州の州都ベロオリゾンテにあるスタジアムである。現在はクルゼイロECが使用している。
名称はベロオリゾンテ出身の銀行家・政治家であったマガリャンイス・ピントにちなんでいる。

## 概要
1965年9月5日、アトレチコ・ミネイロのホームゲームでこけら落とし。1997年には最大で132,834名の入場者が入ったが、2013年に改修されて現在は約62,000名収容となっている。またFIFAコンフェデレーションズカップ2013と2014 FIFAワールドカップが開催された。
2014 FIFAワールドカップ準決勝では、ブラジル代表がドイツ代表に1-7と大敗を喫した。これは、1950 FIFAワールドカップの「マラカナンの悲劇」にちなんで「ミネイロンの惨劇」(ミネイラッソ、Mineiraço)と呼ばれている。
また、2016年のリオデジャネイロオリンピックのサッカー競技も同スタジアムで開催された。

## FIFAコンフェデレーションズカップ2013
| 日時    | 時間(UTC-3) | チーム#1 | 結果 | チーム#2     | ラウンド  | 観衆   |
| ------- | ----------- | -------- | ---- | ------------ | --------- | ------ |
| 6月17日 | 16:00       | タヒチ   | 1-6  | ナイジェリア | グループB | 20,187 |
| 6月22日 | 16:00       | 日本     | 1-2  | メキシコ     | グループA | 52,690 |
| 6月26日 | 16:00       | ブラジル | 2-1  | ウルグアイ   | 準決勝    | 57,483 |

## 2014 FIFAワールドカップ
| 日時    | 時間(UTC-3) | チーム#1     | 結果      | チーム#2     | ラウンド    | 観衆   |
| ------- | ----------- | ------------ | --------- | ------------ | ----------- | ------ |
| 6月14日 | 13:00       | コロンビア   | 3-0       | ギリシャ     | Group C     | 57,174 |
| 6月17日 | 13:00       | ベルギー     | 2-1       | アルジェリア | Group H     | 56,800 |
| 6月21日 | 13:00       | アルゼンチン | 1-0       | イラン       | Group F     | 57,698 |
| 6月24日 | 13:00       | コスタリカ   | 0-0       | イングランド | Group D     | 57,823 |
| 6月28日 | 13:00       | ブラジル     | 1-1 (3-2) | チリ         | Round of 16 | 57,714 |
| 7月8日  | 17:00       | ブラジル     | 1-7       | ドイツ       | 準決勝      | 58,141 |